# X-magasság
Az x-magasság a középvonal és a betűvonal közti távolság. Nevéből is származik, hogy tipikusan ez az "x" betű magassága (a görbe betűk, mint az s, o nagyobbak ennél a magasságnál, overshoot miatt).